# La fàbrica de cadires a Alfortville
La fàbrica de cadires a Alfortville (La Fabrique de chaises à Alfortville) és un oli sobre tela de 73 × 92 cm realitzat pel pintor francès Henri Rousseau i dipositat al Museu de l'Orangerie de París.

## Context històric i artístic
La col·lecció Walter-Guillaume compta amb dues pintures de Rousseau que representen la fàbrica de cadires d'Alfortville, situada al sud-est de la perifèria de París. Un dels dos quadres fou exposat al Saló dels Independents del 1897, i tradicionalment s'ha pensat que es tractava d'aquesta versió, més gran i més acurada. Henry Certigny, però, ha demostrat que aquesta versió és la segona i que segurament fou realitzada cap al 1906, perquè la calçada pavimentada que s'hi observa fou acabada aquell any. Se sap que Rousseau va pintar una altra vista d'Alfortville, que porta la data precisa de la primavera del 1906. Potser degué aprofitar el seu pas per la localitat per a plasmar la reforma del carrer i pintar una altra vista de la fàbrica.

## Descripció
Rousseau dibuixa ací els voltants d'una fàbrica de cadires. Un cop triat l'edifici que li interessava per la seua peculiaritat, el converteix en el focus de la composició i el sobredimensiona en comparança amb la resta del paisatge i, sobretot, en relació amb les figures humanes que s'hi veuen ja aquestes són com a simples signes de puntuació de la composició (Rousseau, sovint, inclou aquesta distorsió de l'escala en els seus paisatges utilitzant una tècnica similar a l'emprada pels artistes medievals per a accentuar el que era important per a ell en les seues pintures).
Els edificis tenen línies molt rígides, les quals contraresten les corbes molt més mesurades de la carretera i de la riba del riu Sena.